# Кутомара
Кутомара — урочище вблизи села Доно Калганского района Забайкальского края.

## История
В переводе с эвенкийского «кутомара» — это большое болото с трясиной. На правом берегу реки Кутомара, в 4 км от места впадения ее в реку Средняя Борзя в 1764 году был построен Кутомарский сереброплавильный завод. При нём была Кутомарская каторжная тюрьма, входившая в состав Нерчинской каторги. В 1907 году в связи с удорожанием производства, падением цен на серебро и удаленностью от транспортных путей этот последний сереброплавильный завод Нерчинского горного округа был закрыт.
В 1912 году в Кутомарскую тюрьму был назначен новый начальник — Александр Головкин, бывший помощник начальника Орловского каторжного централа. Он резко ужесточил режим содержания политкаторжан, заявив: «Нет политических и уголовных — есть каторжные». В ответ политкаторжане объявили голодовку. В августе 1912 года в тюрьму прибыл инспектор Главного тюремного управления действительный статский советник Иван Сементовский. Обходя тюрьму, он зашел в камеру к эсеру Израилю Брильону, который в августе 1905 года бросил бомбу в могилевского губернатора Николая Клинберга (тот остался жив). Сементовский грубо спросил Брильона: «Ну а как тебя звать-то?». Брильон ответил чиновнику: «Вы, сударь, научитесь сначала элементарным правилам вежливости, а потом уже разговаривайте с людьми!».  Сементовский отдал распоряжение наказать Брильона переводом его в кандальный разряд. В ответ на это Брильон возмутился и резко ответил инспектору. За это, а также за «призыв к бунту», Брильон был наказан розгами (35 ударов). После такого унижения Брильон попытался отравиться, но яд не подействовал. После этого политкаторжане возобновили голодовку, а 18 (31) августа 1912 года в знак протеста покончили с собой Симон Лейбазон, Петр Рычков, Николай Маслов, Сигизмунд Пухальский. Ещё несколько заключённых покушались на самоубийство, но выжили. Эти события получили широкую известность как Кутомарская трагедия.
В феврале 1915 года в Кутомарской тюрьме содержалось 499 человек. Они работали на местном кузнечном, сапожном, слесарном и других производствах.
После 1917 года в Кутомаре сохранялось небольшое селение, от которого к настоящему времени осталась лишь чабанская стоянка. На месте бывшего кладбища сохранился памятник в виде наклонной гранитной плиты с надписью: Павшим борцам за свободу! Признательные граждане. 1917.6-III.